# Santa-Reparata-di-Balagna
Santa-Reparata-di-Balagna est une commune française située dans la circonscription départementale de la Haute-Corse et le territoire de la collectivité de Corse. Le village appartient à la piève d'Aregno, en Balagne.

## Géographie
Santa-Reparata-di-Balagna est une commune de Balagne, l'une des six communes du canton de L'Île-Rousse.

### Situation
Santa-Reparata-di-Balagna est une commune du littoral balanin qui depuis le XIXe siècle ne possède plus de façade maritime, celle-ci au nord, ayant été cédée à la commune de L'Île-Rousse pour sa création en 1825.

### Géologie et relief
Elle est séparée de sa voisine Corbara à l'ouest par un petit chaînon montagneux dont le plus haut sommet est Cima Sant'Angelo (562 m - Corbara) et à l'est, de Monticello par la colline de Sainte-Suzanne (337 m - Monticello). Au sud, son territoire occupe une infime partie de la plaine du Regino jusqu'au lac de Codole qu'elle partage avec Feliceto et Speloncato et dont elle possède la majeure partie.

### Hydrographie
Le ruisseau de Piano et son affluent le ruisseau de Monacaccia se jettent dans le fiume di Regino juste en amont du barrage de Codole. Le ruisseau de Canne qui nait sous le village, alimente également le lac. Le principal cours d'eau de la commune reste le ruisseau de Giovaggio qui a sa source sur les hauteurs de Palmento (il prend nom de ruisseau de Padule sur la commune de L'Île-Rousse) qui se jette à la mer à l'extrémité occidentale de la plage de Marinella.

### Climat et végétation
Au Nord du village, peu ou pas de cultures. Celles-ci sont plutôt exploitées côté méridional, dans sa partie plaine du Regino, principalement avec la vigne. Beaucoup de terrains laissés en friche sont aujourd'hui occupés par un maquis bas, épineux, dans lequel de petits oliviers sauvages sont issus des souches après les incendies ayant détruit les vieux arbres.
Le territoire possède une faune sauvage importante de lapins de garenne et de sangliers, animaux introduit pour la chasse et classés nuisibles par l'Office national de la chasse et de la faune sauvage et difficiles à contrôler. Même les nombreux couples de milans royaux qui ont été introduits pour éliminer les lapins et qu'on peut voir tournoyer dans le ciel du Regino, n'arrivent pas à remplir leur rôle. Les jeunes plants de vigne doivent donc être protégés dès leur mise en terre. [réf. nécessaire]

### Voies de communication et transports

#### Accès routiers
La commune est desservie depuis Calvi et Ponte-Leccia par la RN 197. Au nord, le village est directement relié au centre-ville de L'Île-Rousse par la route D 13. Celle-ci relie le village entre Muro et Feliceto, à la route D 71 qui traverse les villages balcons de Balagne. La D 263 qui traverse le village, le relie aux villages de Monticello à l'est et de Corbara à l'ouest.

#### Transports
Santa-Reparata-di-Balagna est distant, par route, de 6 km du port de commerce de L'Île-Rousse, de 6 km de la gare des CFC de L'Île-Rousse et de 26 km de l'aéroport de Calvi-Sainte-Catherine.

## Urbanisme

### Typologie
Au 1er janvier 2024, Santa-Reparata-di-Balagna est catégorisée commune rurale à habitat dispersé, selon la nouvelle grille communale de densité à sept niveaux définie par l'Insee en 2022.
Elle est située hors unité urbaine. Par ailleurs la commune fait partie de l'aire d'attraction de L'Île-Rousse, dont elle est une commune de la couronne,. Cette aire, qui regroupe 12 communes, est catégorisée dans les aires de moins de 50 000 habitants,.

### Occupation des sols
L'occupation des sols de la commune, telle qu'elle ressort de la base de données européenne d’occupation biophysique des sols Corine Land Cover (CLC), est marquée par l'importance des forêts et milieux semi-naturels (60 % en 2018), une proportion identique à celle de 1990 (59,6 %). La répartition détaillée en 2018 est la suivante : 
milieux à végétation arbustive et/ou herbacée (60 %), zones agricoles hétérogènes (22,2 %), prairies (8,9 %), zones urbanisées (4,9 %), eaux continentales (4 %). L'évolution de l’occupation des sols de la commune et de ses infrastructures peut être observée sur les différentes représentations cartographiques du territoire : la carte de Cassini (XVIIIe siècle), la carte d'état-major (1820-1866) et les cartes ou photos aériennes de l'IGN pour la période actuelle (1950 à aujourd'hui).

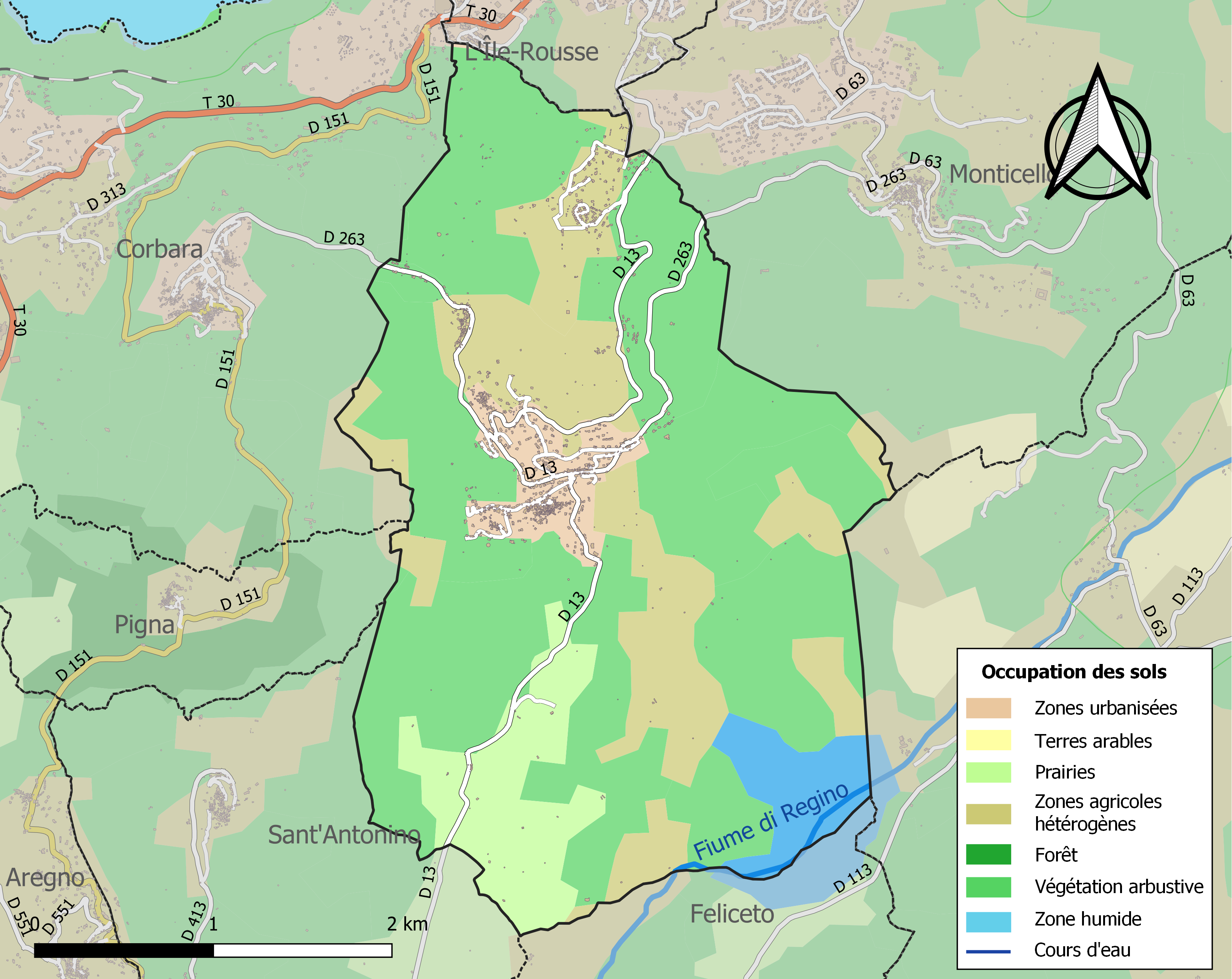
Carte des infrastructures et de l'occupation des sols de la commune en 2018 (CLC).

### Poghju
Le hameau du Poghju est bâti à 267 mètres d'altitude, sur une arête montagneuse orientée d'est en ouest. Il est entouré d'oliviers. Le bas du hameau se situe au carrefour des routes D 13 et D 263 où se trouve l'église paroissiale Santa-Réparate. Les habitations aux murs enduits, aux façades austères et aux toits recouverts de tuiles rouges, sont alignées sur la crête, jusqu'au hameau de San Bernardinu. Il domine le hameau de Palmento.

### Palmento
Hameau situé au nord-ouest, entre le village et Occiglioni, en contrebas de ceux-ci, sur la route D 263. Son nom vient des anciens pressoirs à vin qui y étaient installés et qui par la suite, ont été remplacés par des fabriques d'huile. Une dernière de ces fabriques est visible dans une maison ruinée près de la chapelle de A Nunziata située en bordure de route. 

Palmentu est un antique hameau composé de quelques maisons de maître et d'habitations enserrées autour d'une remarquable tour médiévale ruinée, millénaire selon les dires. On y circule à pied dans des venelles, sous de remarquables et longs passages voûtés. Au numéro 16, sur le linteau de granit au-dessus de la porte est gravé « 1797 ». Un peu plus loin, est une fontaine traditionnelle.

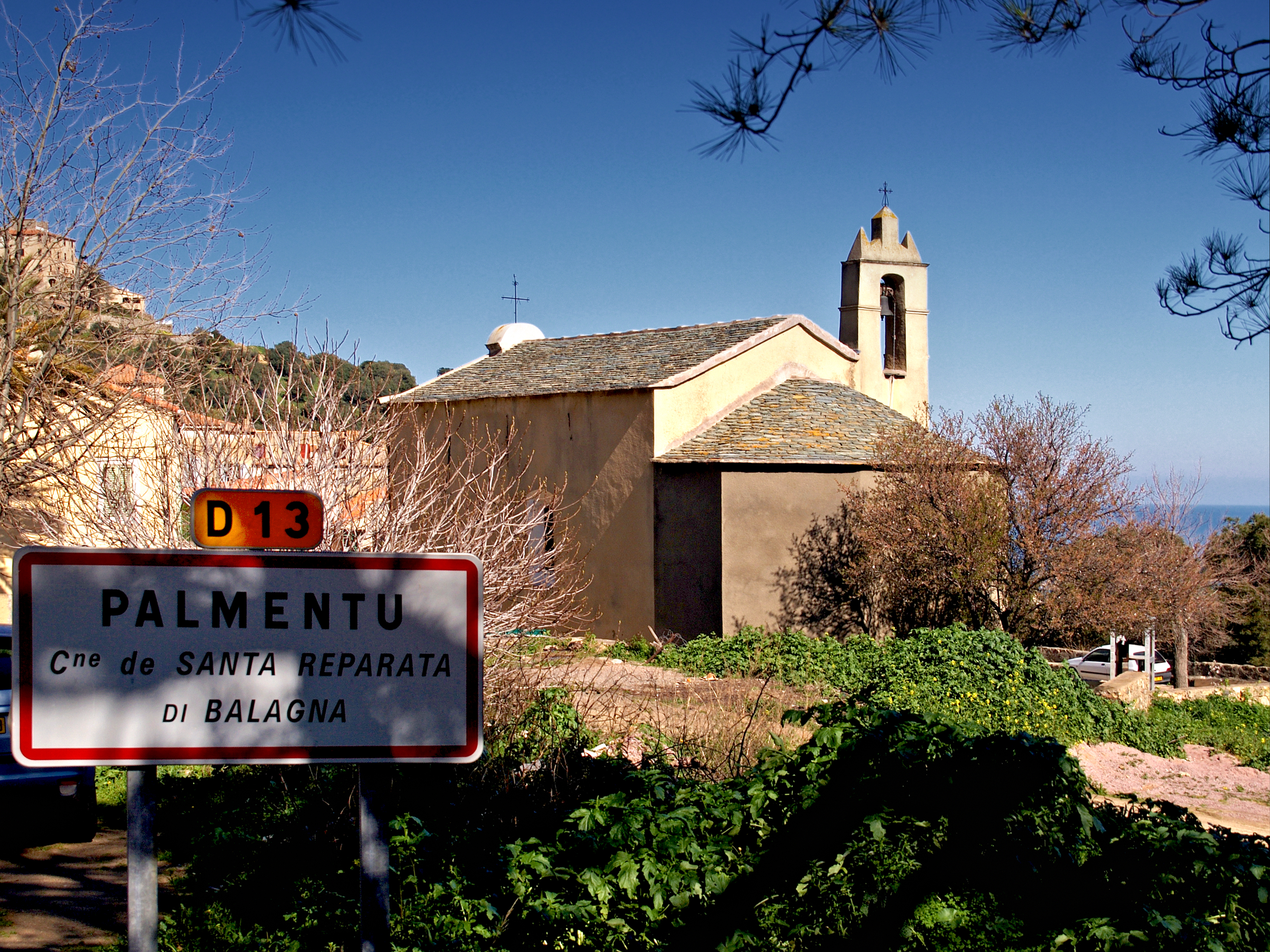
Chapelle A Nunziata.
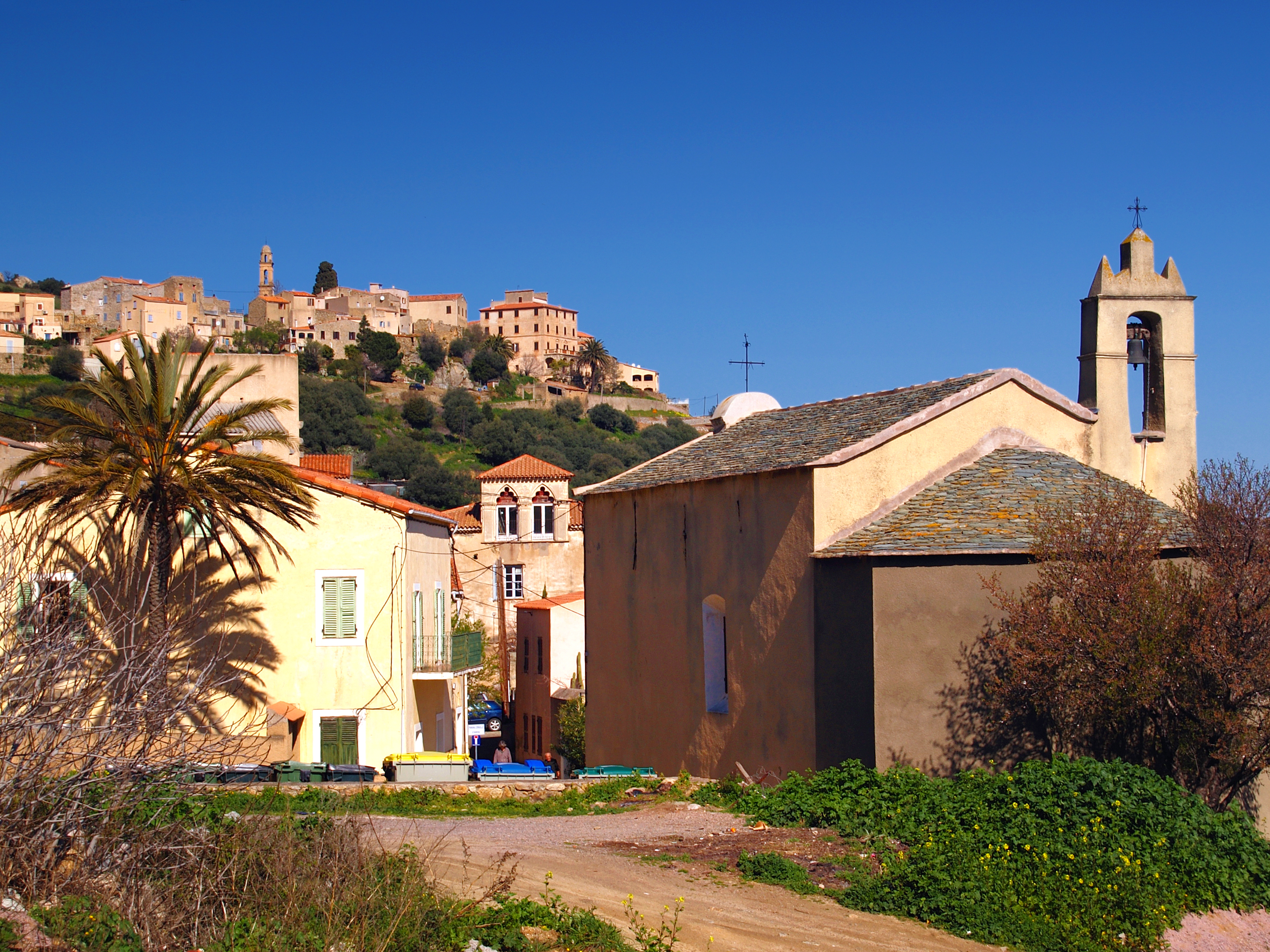
Chapelle A Nunziata à Palmentu et hameau d'Occiglioni.
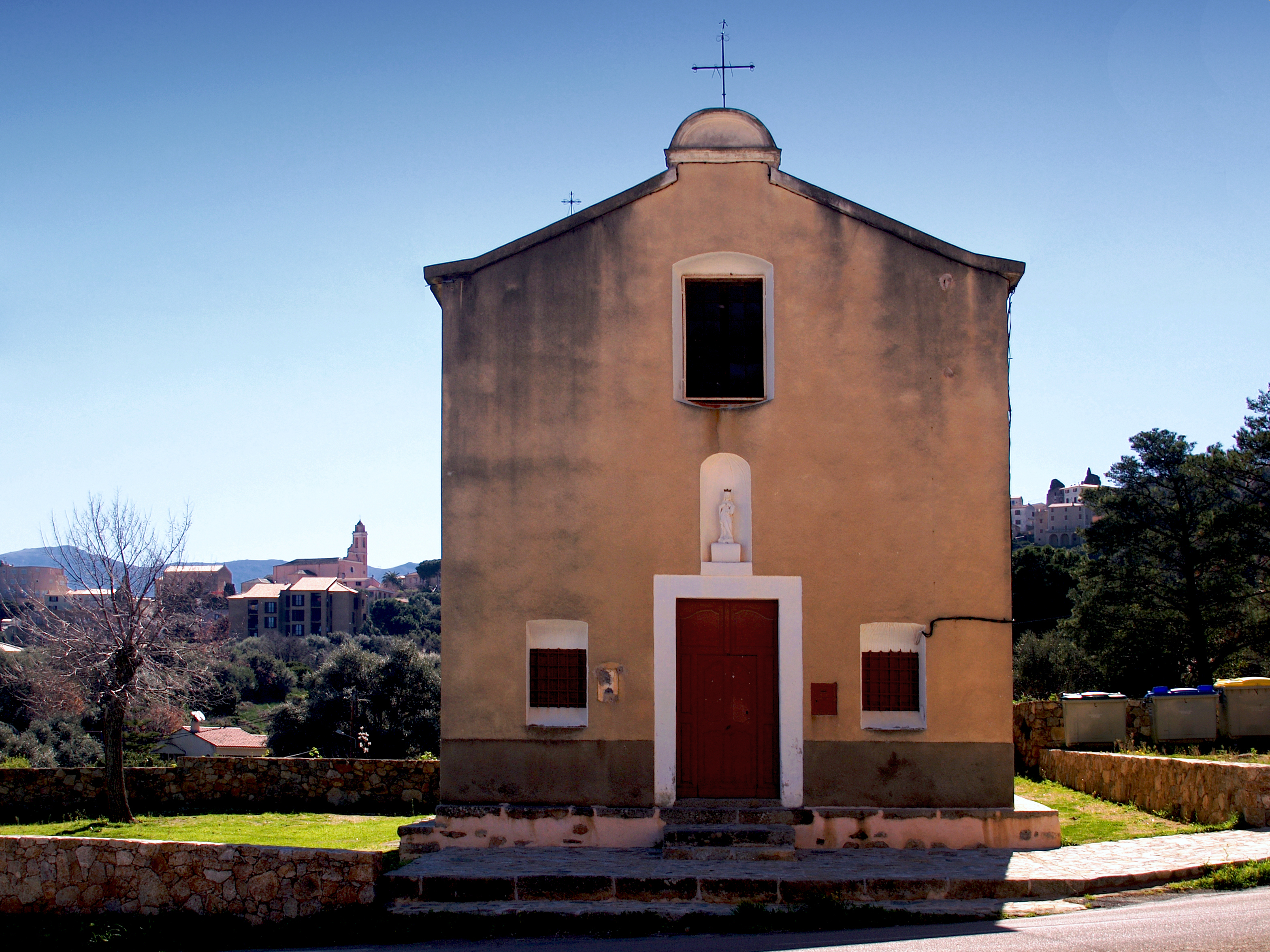
Vue de la chapelle et de l'église paroissiale.
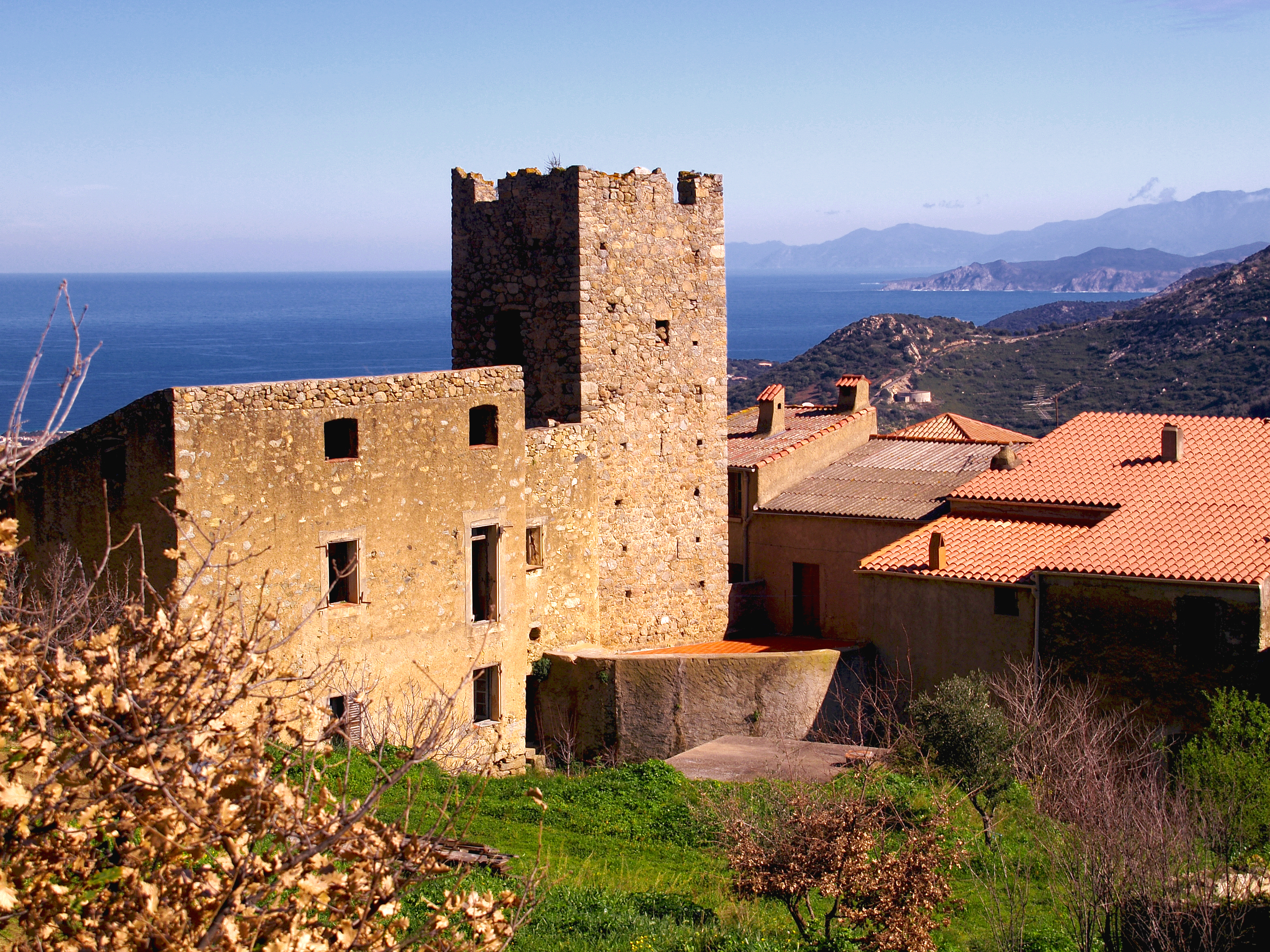
Tour de Palmento.

### Occiglioni

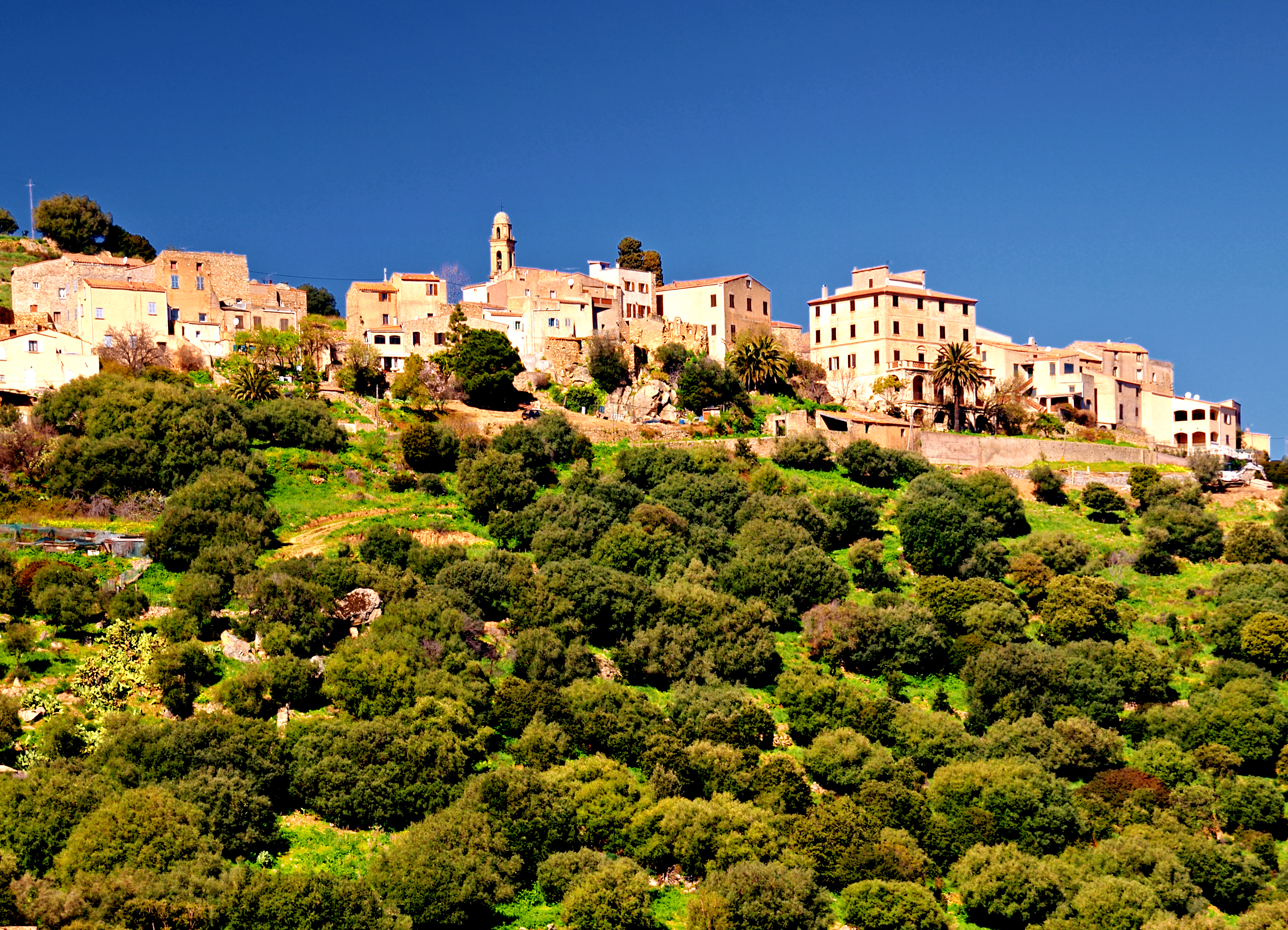
Occiglioni.

Hameau situé au nord-ouest de la commune, sur la route D 263. Autrefois un village, il aurait été construit à l'emplacement de l'ancienne cité d'Agilla selon les historiens locaux. Le bâti est ancien, les maisons groupées autour de l'église paroissiale San Roccu et de son étroite placette. On y circule difficilement en automobile dans des ruelles étroites et pavées, avec des passages sous voûte. Sur le linteau de granit au-dessus d'une porte est gravé « 1825 ».

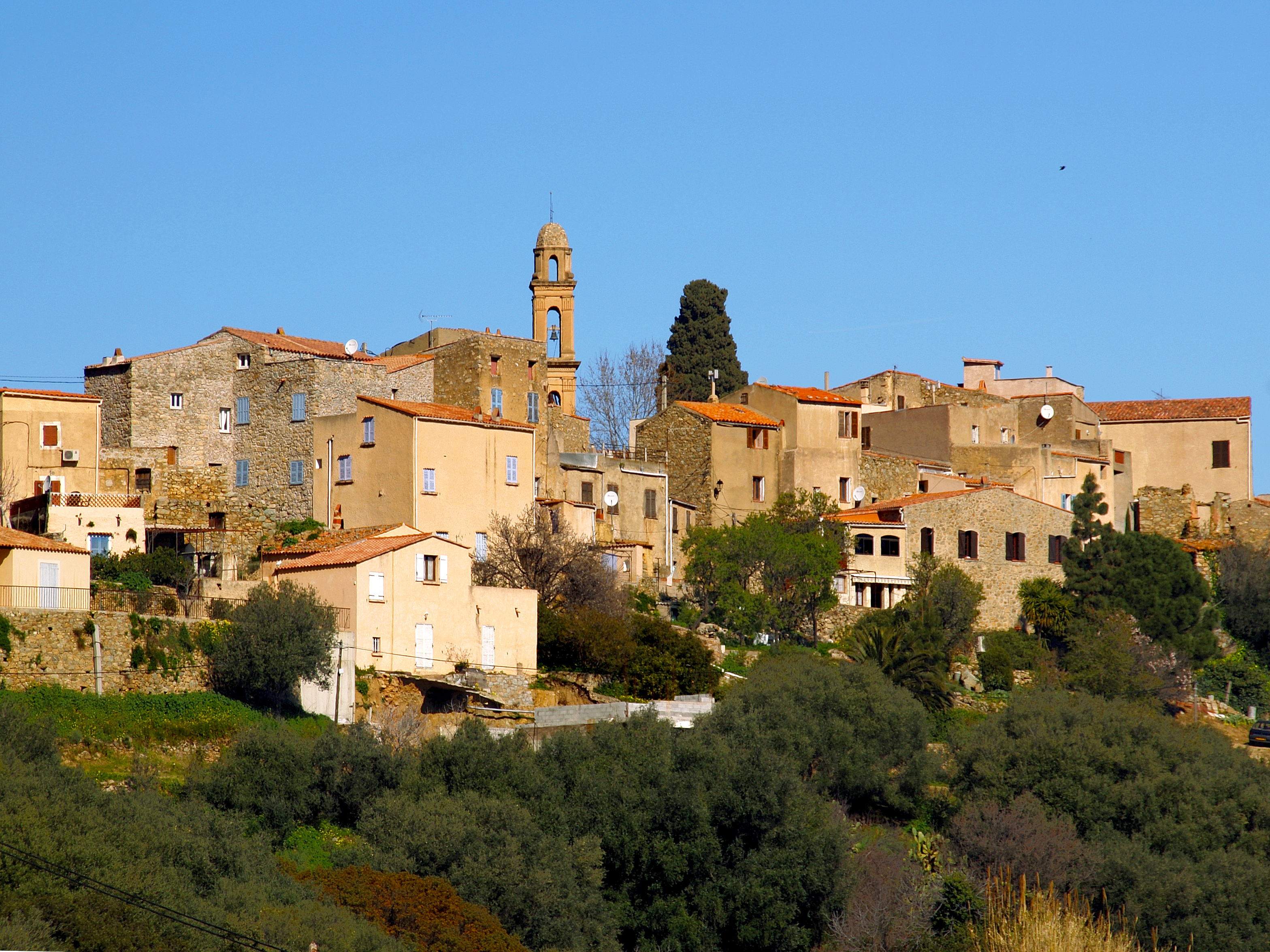
Le hameau d'Occiglioni.
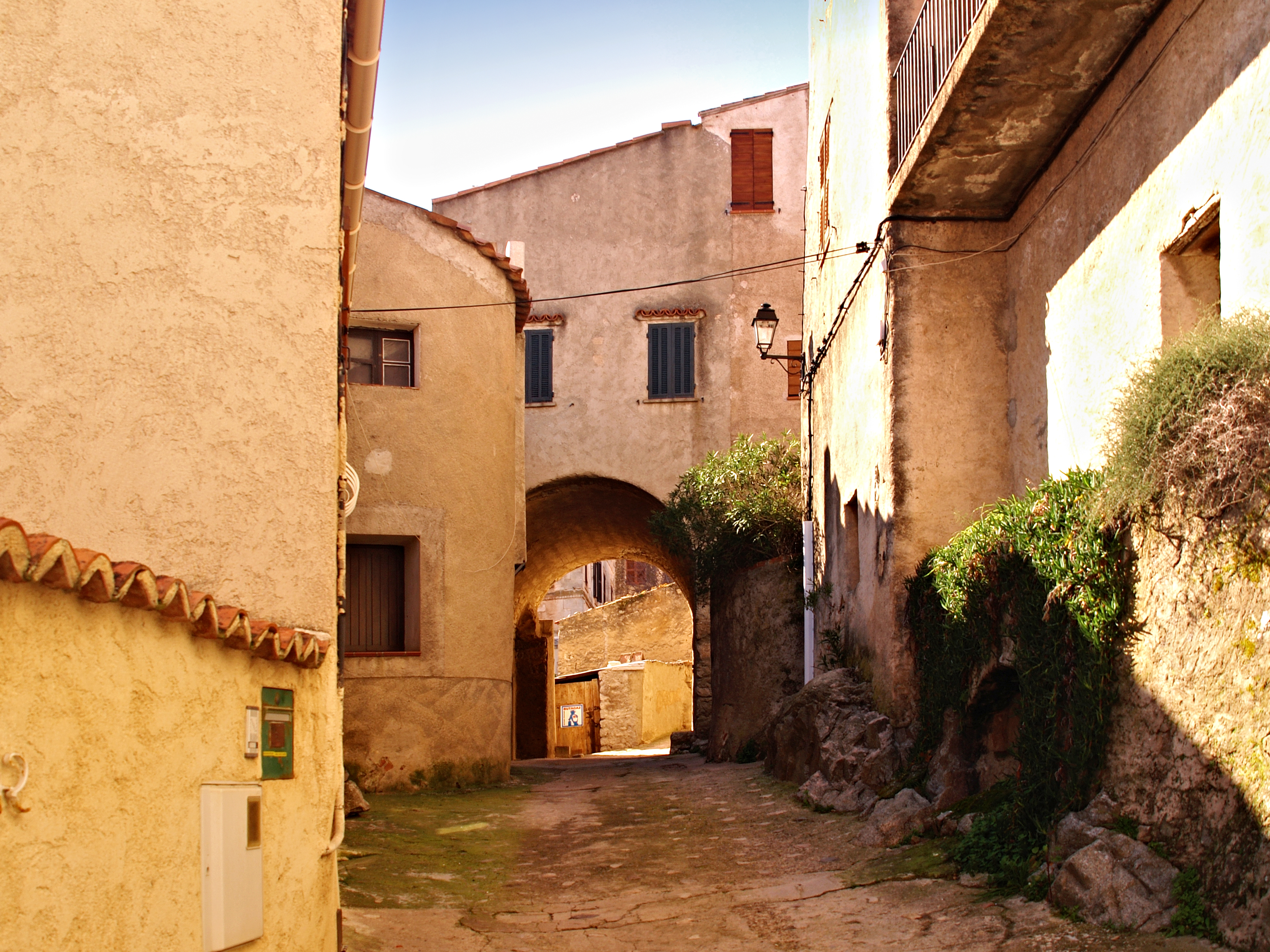
Ruelle débouchant sur la place de l'église.
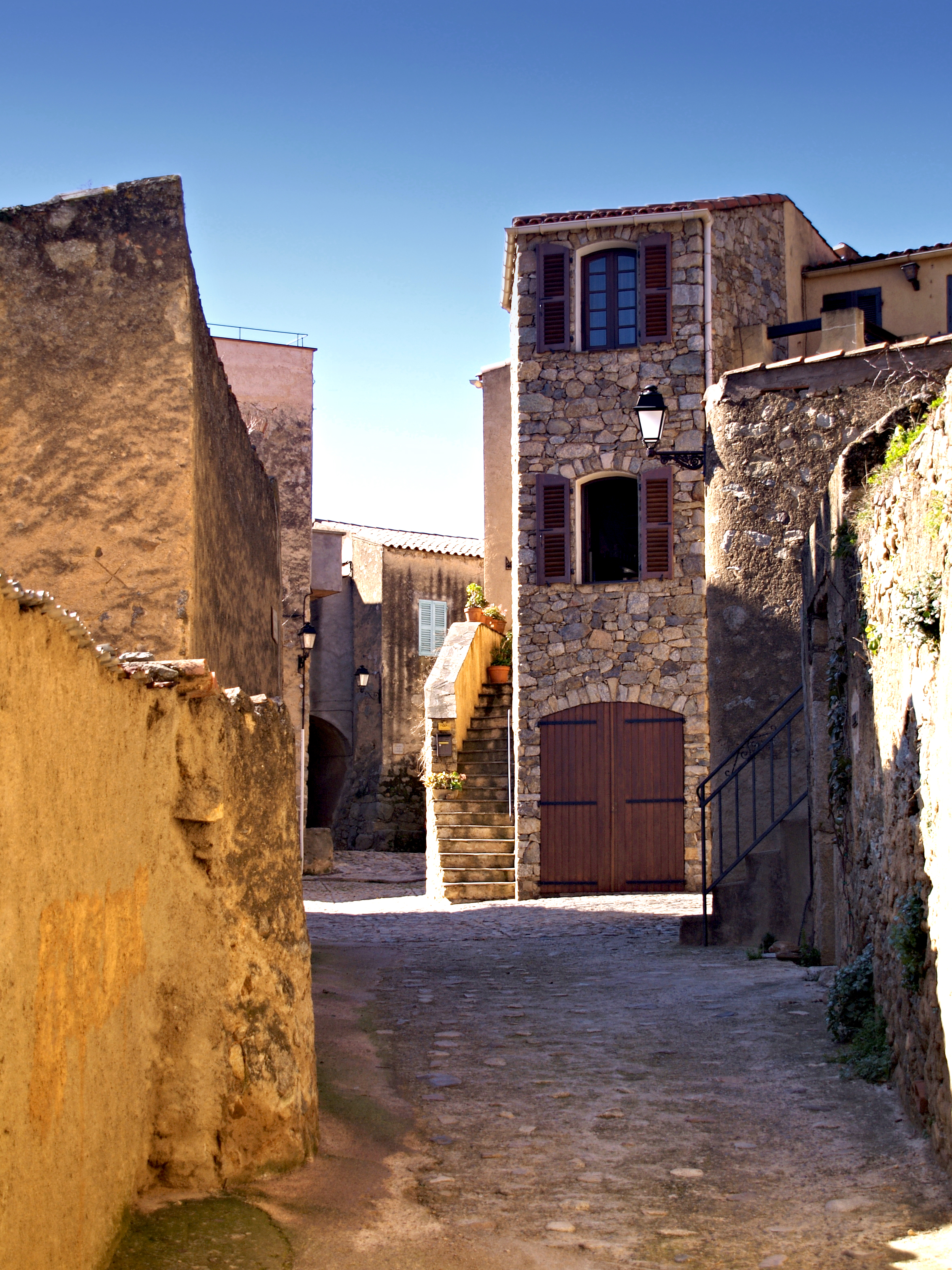
Ruelle.
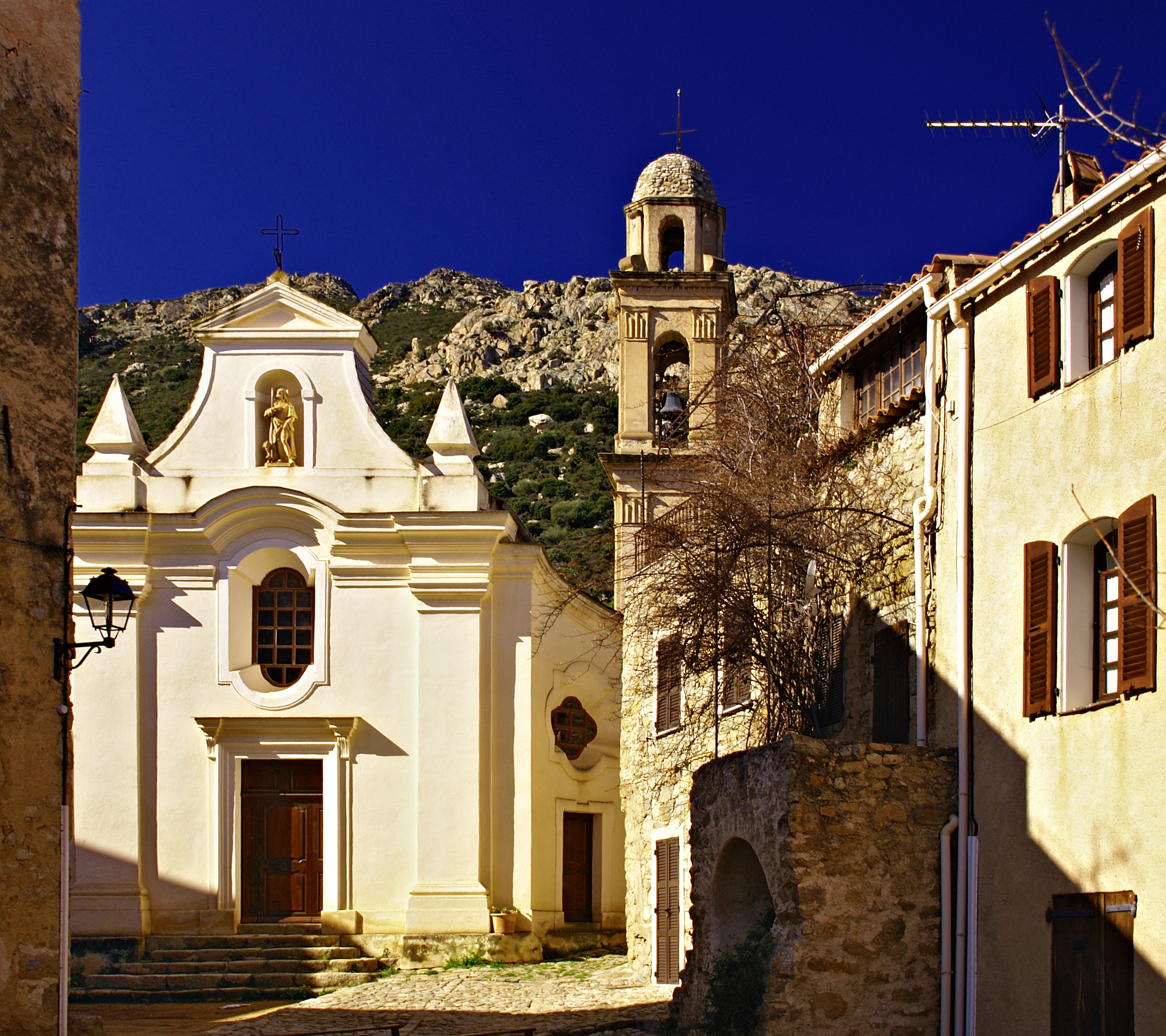
Église San Roccu.

## Histoire

### Antiquité
Les origines de la commune pourraient remonter à la plus haute antiquité (3 à 5 millénaires av. J.-C.). Selon les historiens locaux, Agilla était bâtie sur le site de l'actuel hameau d'Occiglioni et était une petite ville prospère et dépendante de la ville de Tyr en Phénicie.

### Moyen Âge
En 830, le pape saint Pascal Ier avait envoyé Boniface de Toscan pour ériger une église dédiée au culte de sainte Réparate, martyre chrétienne.
Au XIe siècle, le site dépendait du marquis Ugo, premier marquis de Massa et de Corse.
Santa-Reparata-di-Balagna fut vraisemblablement le chef-lieu d'une piève incluant également Monticello et le territoire aujourd'hui occupé par L'Île-Rousse, avant que cette piève ne fût absorbée par celle d'Aregno. L'église piévane était celle de Sainte-Réparate.
Dans un document rédigé le 15 juillet 1286 à L'Île-Rousse, est cité Rollandino de Laccio. Dans cet acte, ce seigneur « Laschesi » s'engage auprès de Niccolino Zaccaria et Niccolino Peratio à conserver au nom de la Commune de Gênes, sa forteresse de Sant' Angelo de Balagne implantée sur Cima Sant' Angelo (562 m).
Au XVIe siècle, la Balagna était une région composée des pievi de Tuani, Aregnu, Santo Andria, Pinu et Olmia. Santa Riparata (tel était son nom à l'époque) faisait alors partie de la pieve d'Aregnu (environ 500 habitants vers 1520) avec les autres lieux habités de la pieve qui étaient : l’Arpagiola (o Gabiola), la Corbaia, lo Monticello, Santo Antonino, Piaza, Pragola, le Torre, Regno, li Catari, lo Lavatogio, lacona, Spano, Hogio, Aquapessa.

#### Castrum de Sant' Angelo de Balagne

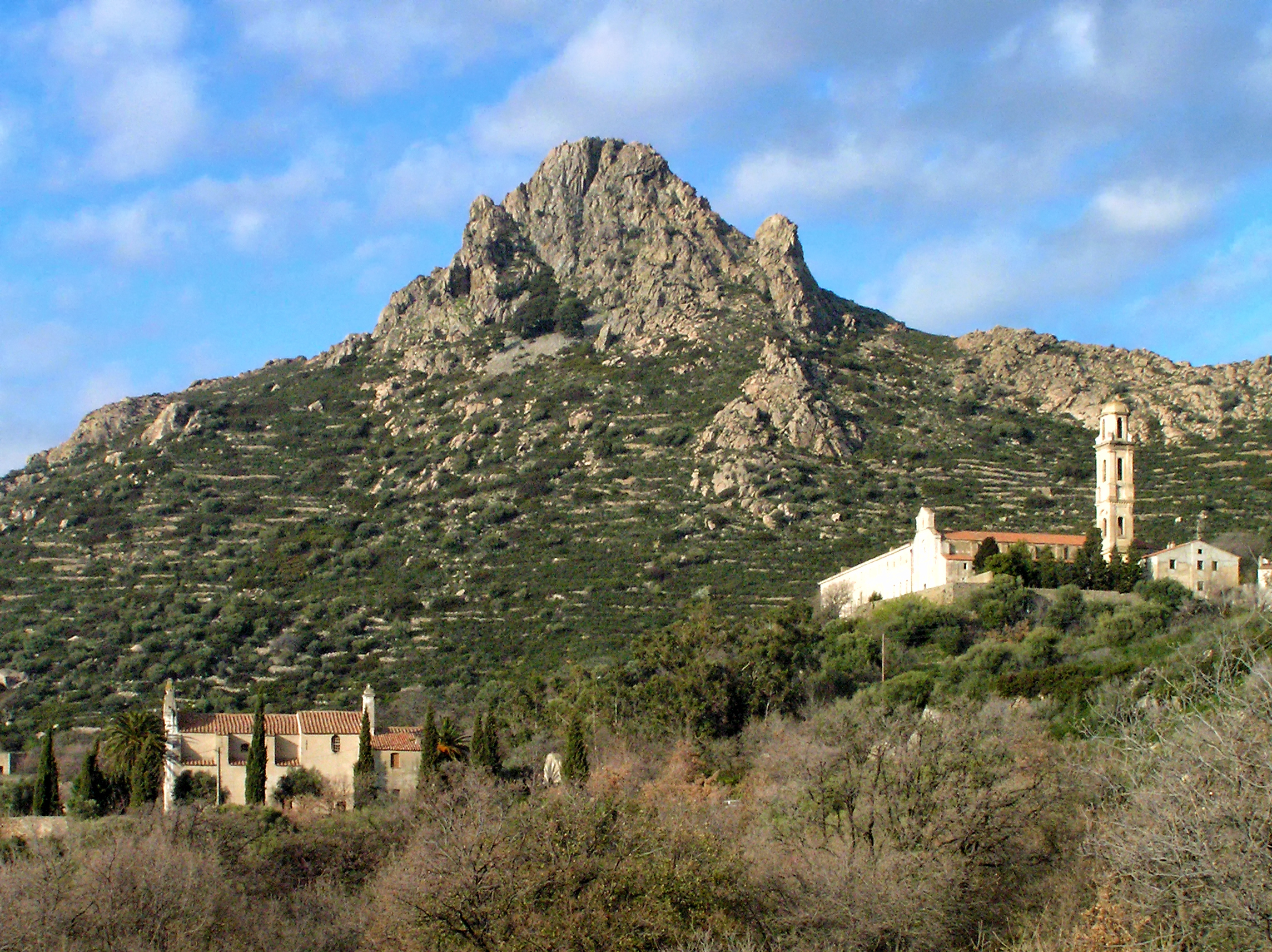
Monte Sant' Angelo vue versant Corbara.

N.B. : Le castrum de Sant' Angelo de Balagne est à distinguer de l'autre fortification moyenâgeuse, le castrum de Sant' Angelo de Casinca.
Situé sur le flanc oriental de Cima Sant' Angelo (562 m), un sommet « à cheval » sur les actuelles communes de Corbara et de Santa-Reparata-di-Balagna, il est décrit par les Annali Genovesi comme un point stratégique aux mains des Pisans durant la première moitié du XIIe siècle. Le 21 mars 1115, Uberto de Terragno et son fils Ansifredo vendent au monastère de la Gorgone un immense ensemble de terres dont la limite passe justement par le mont Sant' Angelo. L'acte ne fait pas part de l'existence du castrum.
C'est donc peu après que le castrum Santi Angeli fut implanté sur des terres appartenant donc à l'abbaye de la Gorgone, dans un site de montagne très effilé au point que seule une petite tour a pu y trouver place.
En 1124, les armées génoises s'emparent une première fois de cette place forte qualifiée de pisane, puis une seconde fois en 1126.
Sant' Angelo est juché sur un sommet escarpé au-dessus du port de L'Île-Rousse, à 562 m d'altitude. Ses qualités défensives, sa position au cœur de la Balagne, incontestablement zone de pénétration privilégiée des puissances étrangères dans le nord de l'île où s'implantent en priorité les abbayes de la Gorgone, de San Venerio deI Tino et les marquis -, et à proximité d'une baie abritée ayant servi de mouillage depuis l'Antiquité, en font une forteresse militaire de commandement par excellence qui a pu servir, en premier lieu, à l'implantation de l'autorité du marquis et des Pisans dans l'île. 
L'acte par lequel, le 15 juillet 1286, Rollando de Lacio de la lignée des Laschesi, seigneurs au XIIe siècle en Balagne, jure fidélité à Gênes et accepte de garder la forteresse de Sant' Angelo au nom de la Commune, montre tout l'intérêt de Gênes pour cette place forte qui permet de contrôler, avec Calvi, le territorio Balagne.
Le castrum Sant' Angelo fut l'un des premiers points d'appui de l'autorité "marquisale" et/ou pisane dans l'île. Il fait face à la fortification d'Avortica, principale place-forte de Giudice de Cinarca dans le nord de l'île.
L'Abbé Letteron informe sur l'origine du château. Des gens de S. Antonino, qui convoitaient les richesses amassées d'un certain Adaldo de Castiglione (commune de Calenzana), dans la piève de Pino, lui tuèrent un jour son fils unique. Trop esseulé pour se venger, Adaldo maria sa fille, son unique héritière, à Aldobrando, seigneur d'Ostricone. « Aldobrando bâtit dans le voisinage des gens de S. Antonino, sur un rocher, un château qu'il appela S. Angelo, et s'en servit pour leur faire longtemps la guerre. À la fin, ils conclurent un accord, en vertu duquel Aldobrando abandonna le château de S. Angelo, et alla en construire un autre à la Corbaia, afin de pouvoir jouir plus commodément de l'héritage de son beau-père qui était mort. ».
Malgré l'accord conclu, deux frères de S. Antonino, Mannone et Emanuello, tuèrent un jour Aldobrando et se partagèrent sa seigneurie avec ses biens.

« Vers ce même temps, un habitant d'Ascoli, rebelle envers l'Église, s'établit à l'endroit où est aujourd'hui Asco ; avec l'aide des habitants de S. Antonino, il construisit un château à Ortofossano, et prit rang, lui aussi, parmi les gentilshommes »

— Abbé Letteron : Histoire de la Corse - Tome 1, page 136
. 
Plus loin (page 152), Letteron dira en parlant de lui : « le seigneur d'Asco d'Ortofossano ».
Durant la seconde moitié du XVe siècle, entre 1464 et 1478, le château est rasé par les soldats milanais. Seuls des traces d'ancrage dans le substrat rocheux, quelques petits blocs de maçonnerie effondrée et de nombreux tessons de céramique sont visibles aujourd'hui.

### Temps modernes
Au XVIIIe siècle, par le traité de Versailles du 15 mai 1768, la Corse est définitivement rattachée au patrimoine personnel du Roi de France, cédée par les Génois las de cinq siècles de lutte stérile. La pieve d'Aregnu prend le nom de pieve de Sant'Angelo.

Avec la révolution de 1789, la pieve Sant'Angelo devient le canton de L’Ile-Rousse, du district de Bastia.

En 1793, la Convention divise l'île en deux départements : Golo, dont fait partie Santa-Reparata-di-Balagna, et Liamone. Ceux-ci seront réunis en 1804 par Napoléon Ier qui rétablit le département de Corse.
C'est avec des terres prises à Santa-Reparata-di-Balagna que la commune de L'Île-Rousse fut créée en 1825.

### Époque contemporaine
En 1954, le canton de L'Île-Rousse est composé des communes de Corbara, L'Île-Rousse, Monticello, Pigna, Sant'Antonino et Santa-Reparata-di-Balagna.

## Politique et administration

### Liste des maires
| Période                                  | Période  | Identité                  | Étiquette | Qualité    |
| ---------------------------------------- | -------- | ------------------------- | --------- | ---------- |
| mars 2001                                | En cours | Ange François Vincentelli | UDI       | Chirurgien |
| Les données manquantes sont à compléter. |          |                           |           |            |

## Économie
Santa-Reparata-di-Balagna doit son développement à la culture et l'exploitation de l'olivier. Sa prospérité était liée à une forte production d'huile comme en témoignent toujours la présence de quatre anciens moulins à huile sur le Monte Regino.
La vigne est toujours cultivée. Elle produit de remarquables vins AOC Corse Calvi dont les vins bio du Clos Petra Rossa de François Francisi.
Plusieurs artisans d'art sont installés sur la commune. On y trouve des ateliers de portraits, de peinture, de joaillerie artisanale, de céramique d'art, d'encadrement, de cuir, une miellerie, etc.

## Population et société

### Démographie
L'évolution du nombre d'habitants est connue à travers les recensements de la population effectués dans la commune depuis 1800. Pour les communes de moins de 10 000 habitants, une enquête de recensement portant sur toute la population est réalisée tous les cinq ans, les populations de référence des années intermédiaires étant quant à elles estimées par interpolation ou extrapolation. Pour la commune, le premier recensement exhaustif entrant dans le cadre du nouveau dispositif a été réalisé en 2004.

En 2022, la commune comptait 999 habitants, en évolution de −2,25 % par rapport à 2016 (Haute-Corse : +5,15 %, France hors Mayotte : +2,11 %).
| 1800  | 1806  | 1821  | 1831  | 1836  | 1841  | 1846  | 1851  | 1856  |
| ----- | ----- | ----- | ----- | ----- | ----- | ----- | ----- | ----- |
| 1 055 | 1 076 | 1 102 | 1 086 | 1 105 | 1 121 | 1 188 | 1 143 | 1 222 |

| 1861  | 1866  | 1872  | 1876  | 1881  | 1886  | 1891  | 1896  | 1901  |
| ----- | ----- | ----- | ----- | ----- | ----- | ----- | ----- | ----- |
| 1 249 | 1 305 | 1 122 | 1 232 | 1 251 | 1 222 | 1 205 | 1 240 | 1 263 |

| 1906  | 1911  | 1921  | 1926  | 1931  | 1936  | 1946 | 1954 | 1962 |
| ----- | ----- | ----- | ----- | ----- | ----- | ---- | ---- | ---- |
| 1 300 | 1 302 | 1 310 | 1 322 | 1 216 | 1 172 | 778  | 614  | 439  |

| 1968 | 1975 | 1982 | 1990 | 1999 | 2004 | 2006 | 2009 | 2014  |
| ---- | ---- | ---- | ---- | ---- | ---- | ---- | ---- | ----- |
| 477  | 539  | 643  | 784  | 838  | 879  | 936  | 986  | 1 021 |

| 2019 | 2022 | - | - | - | - | - | - | - |
| ---- | ---- | - | - | - | - | - | - | - |
| 990  | 999  | - | - | - | - | - | - | - |

### Manifestations culturelles et festivités
- 1er dimanche d'août : jour de fête traditionnelle de Santa Reparata de nos jours, mais sa véritable fête est le 8 octobre.
- 16 août : la Sain- Roch (San Roccu) est célébrée à Occiglioni pendant deux jours. Le premier jour un office religieux marque le début des festivités et le lendemain soir une procession aux flambeaux se déroule dans les ruelles du village.
- 20 mai : fête de la San Bernardino au hameau éponyme.
- 13 juin : fête de Saint-Antoine à la Confraterna Sant' Antone.

### Sports

#### Randonnées
De nombreux sentiers traversent ou sont au départ de Santa-Reparata-di-Balagna. 
- Sentier balisé reliant Corbara à Sant'Antonino et passant à l'ancien couvent Sant'Angelo puis au couvent de Corbara. Une piste permet de relier aussi directement les deux villages en passant au-dessus des hameaux Occiglioni, Palmento et Alzia.
- Sentier partant de San Bernardinu, passant par la chapelle Saint-François (San Francescu) et menant à la route D63, au ravin de Petti Rossu (Monticello).
- Sentier partant d'Alzia et menant à Aregno, soit en passant par Pigna pour rejoindre la RN 197 à Argeno-Plage, soit à Sant'Antonino et pouvant être poursuivi jusqu'à Cateri (route D 71).

## Culture locale et patrimoine

### Lieux et monuments
- Monument aux morts, situé sur la droite du parvis de l'église Santa Reparata.
- Fontaine à Palmento.

#### Église paroissialede Santa-Reparata

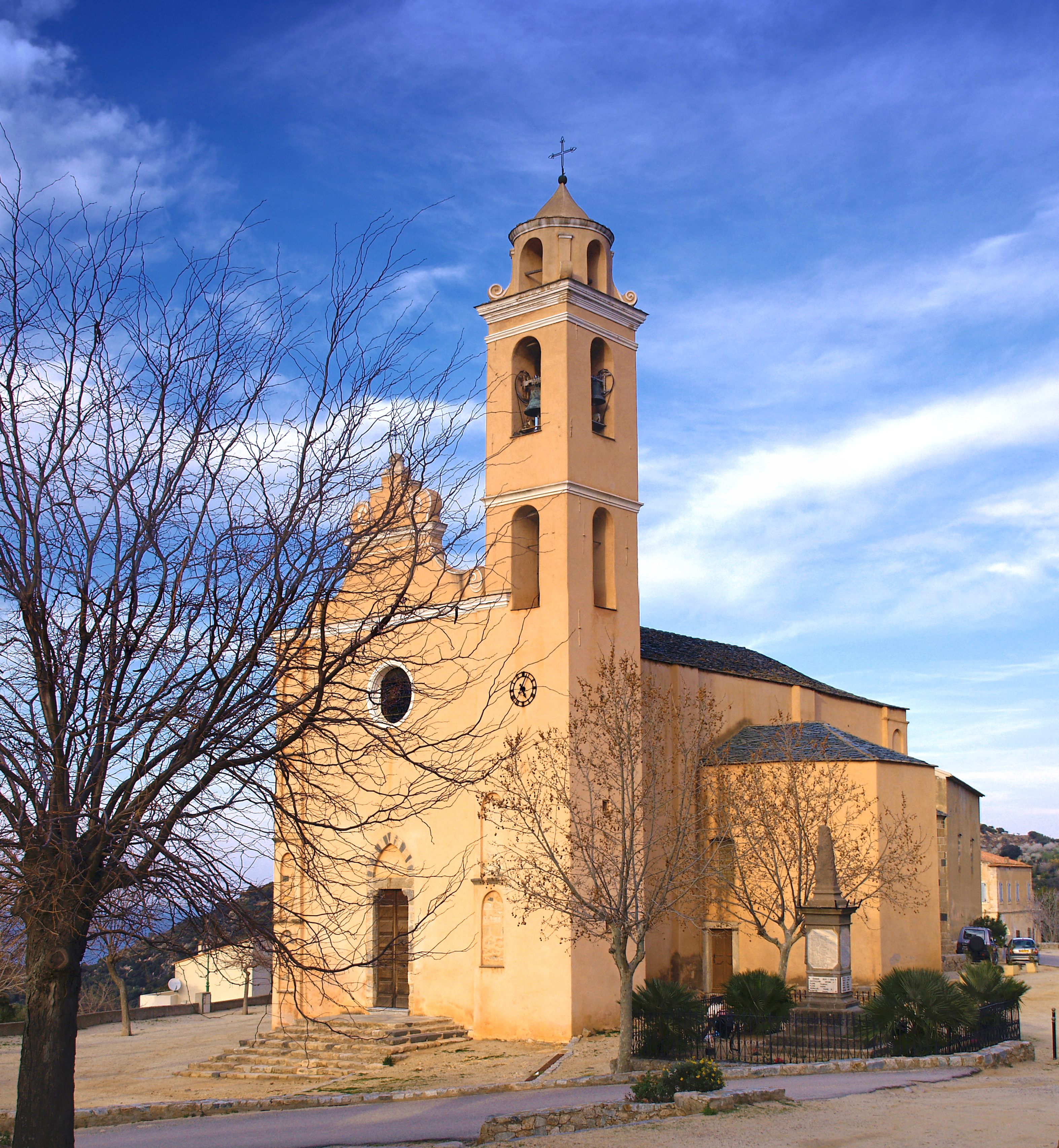
Sainte-Réparate.

L’église Sainte-Réparate (ghjesgia paruchjale di Santa-Riparata) date des XIe siècle - XVIe siècle. Construite dès l’an 830, sur décision du pape saint Pascal Ier, elle est dédiée à sainte Réparate, martyre chrétienne. En 1095 elle fut offerte par l’évêque d’Aleria au monastère bénédictin de l’île de Gorgone.

Elle a été agrandie en 1538.  Au XVIIe siècle elle fut dotée d’un campanile à cinq étages, surmonté d’un petit dôme. De l’ancienne construction romane polychrome, ne subsistent plus que l’abside et un pan de mur du chœur. Ces éléments sont protégés depuis le 02-11-1976 et classés MH en 1992.
L’édifice renferme des œuvres classées et protégées MH : 
Tableau La Trinité et les Âmes du Purgatoire du XVIIe siècle ;
Thabor (support sur lequel est posé l’ostensoir durant le Salut du Saint Sacrement) en bois taillé, peint et doré du XVIIIe siècle.
En contrebas de l’église se trouve le cimetière communal.

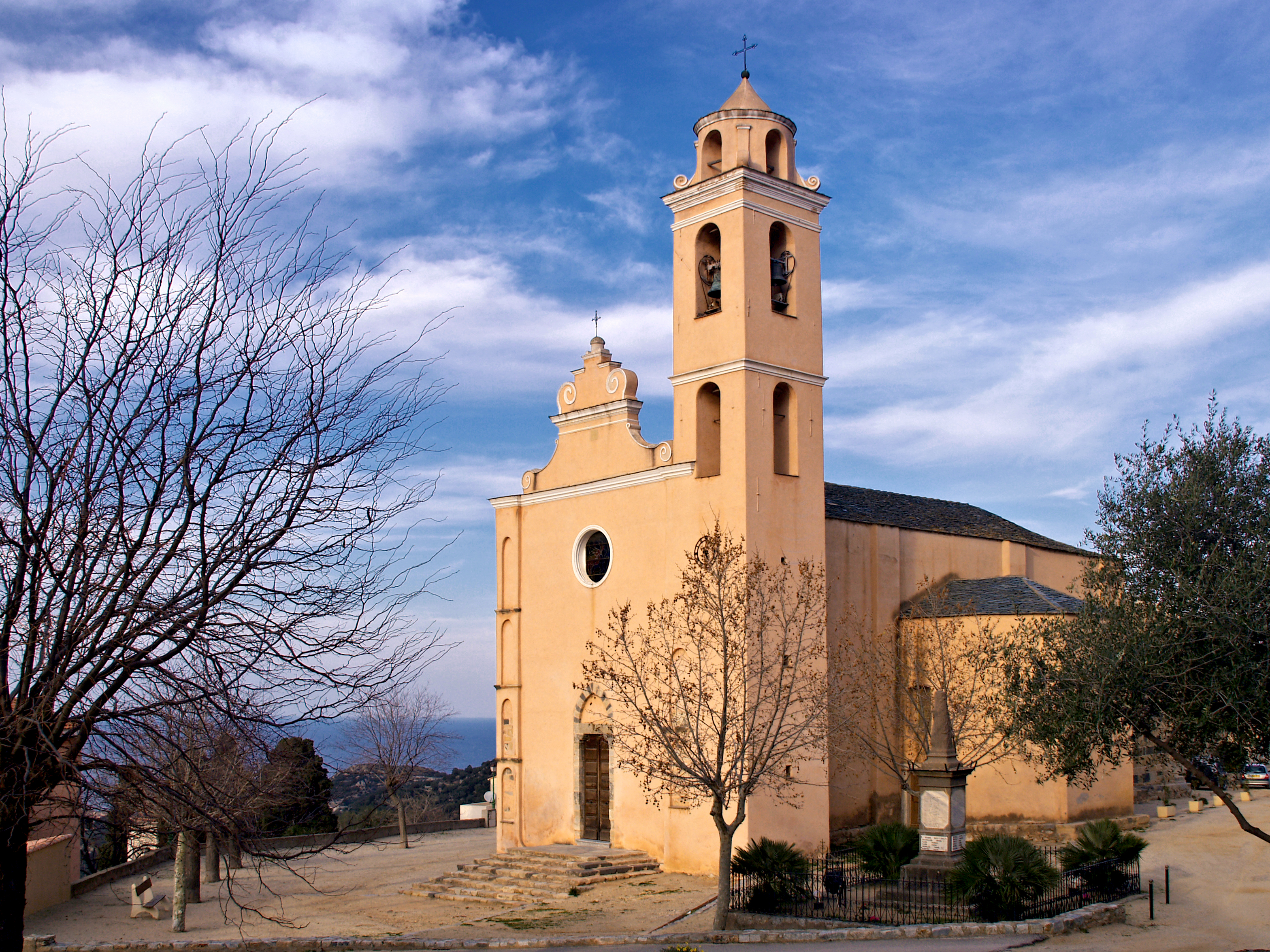
Sainte-Réparate.
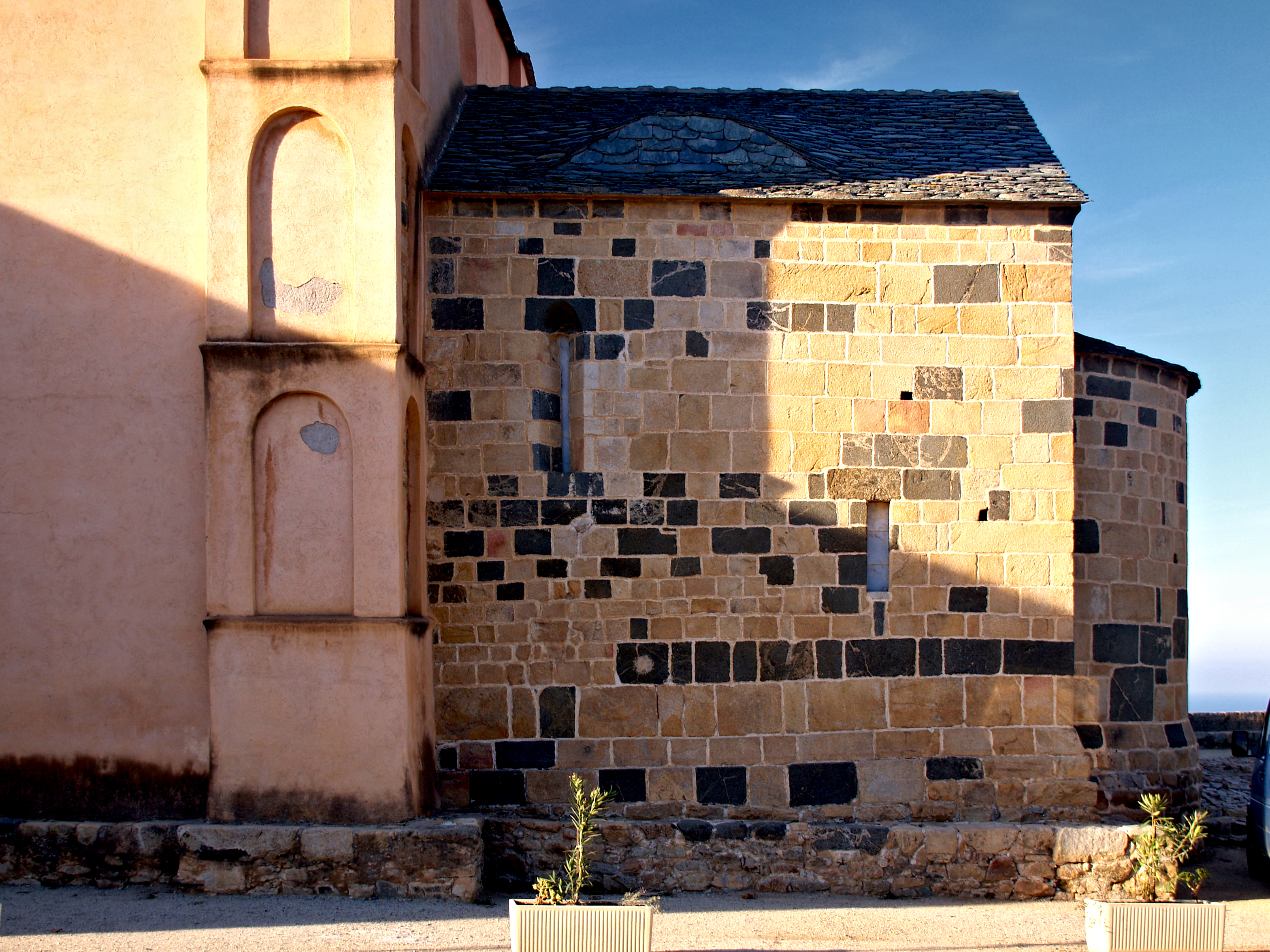
L’abside.
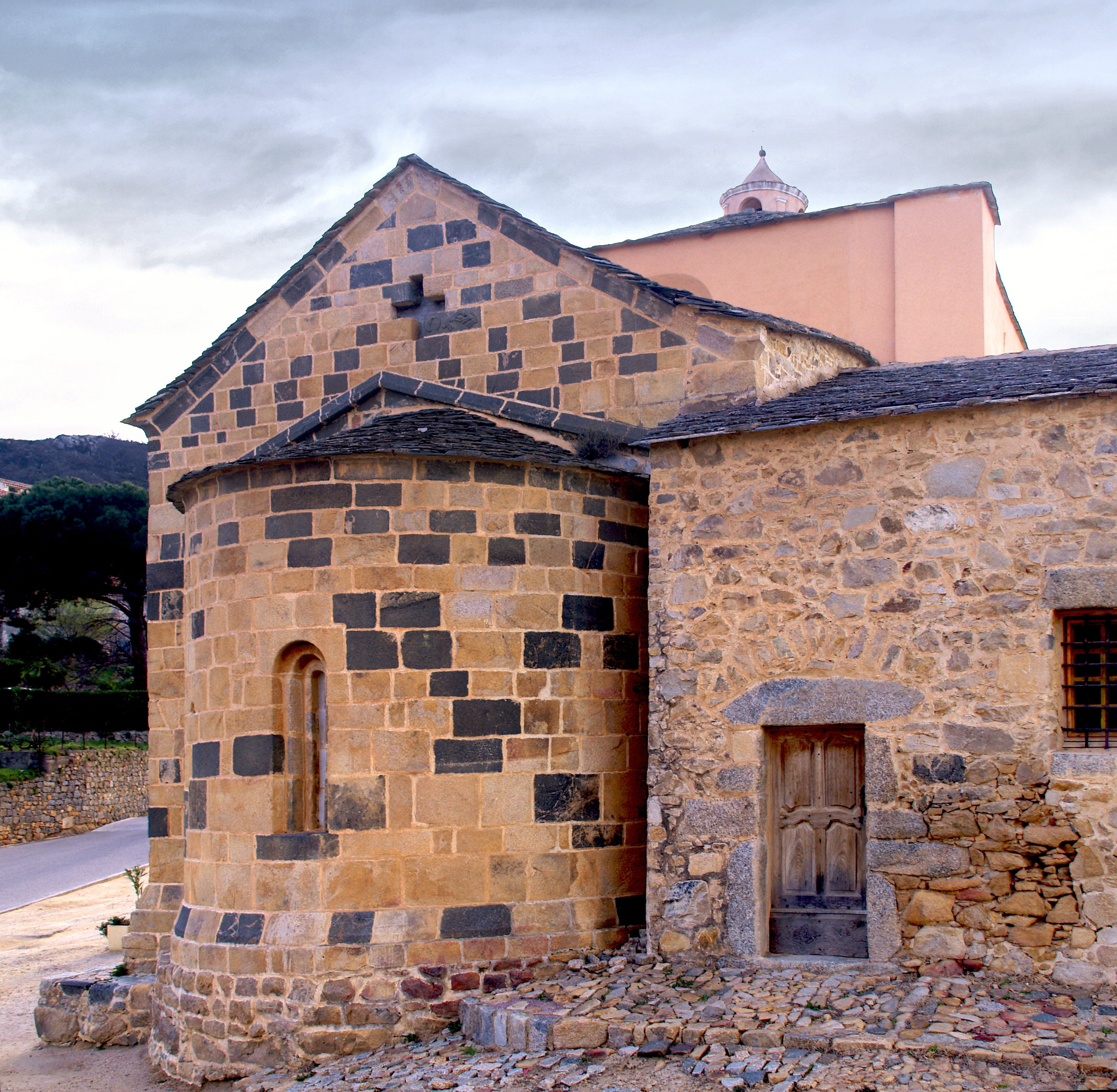
Le chevet.
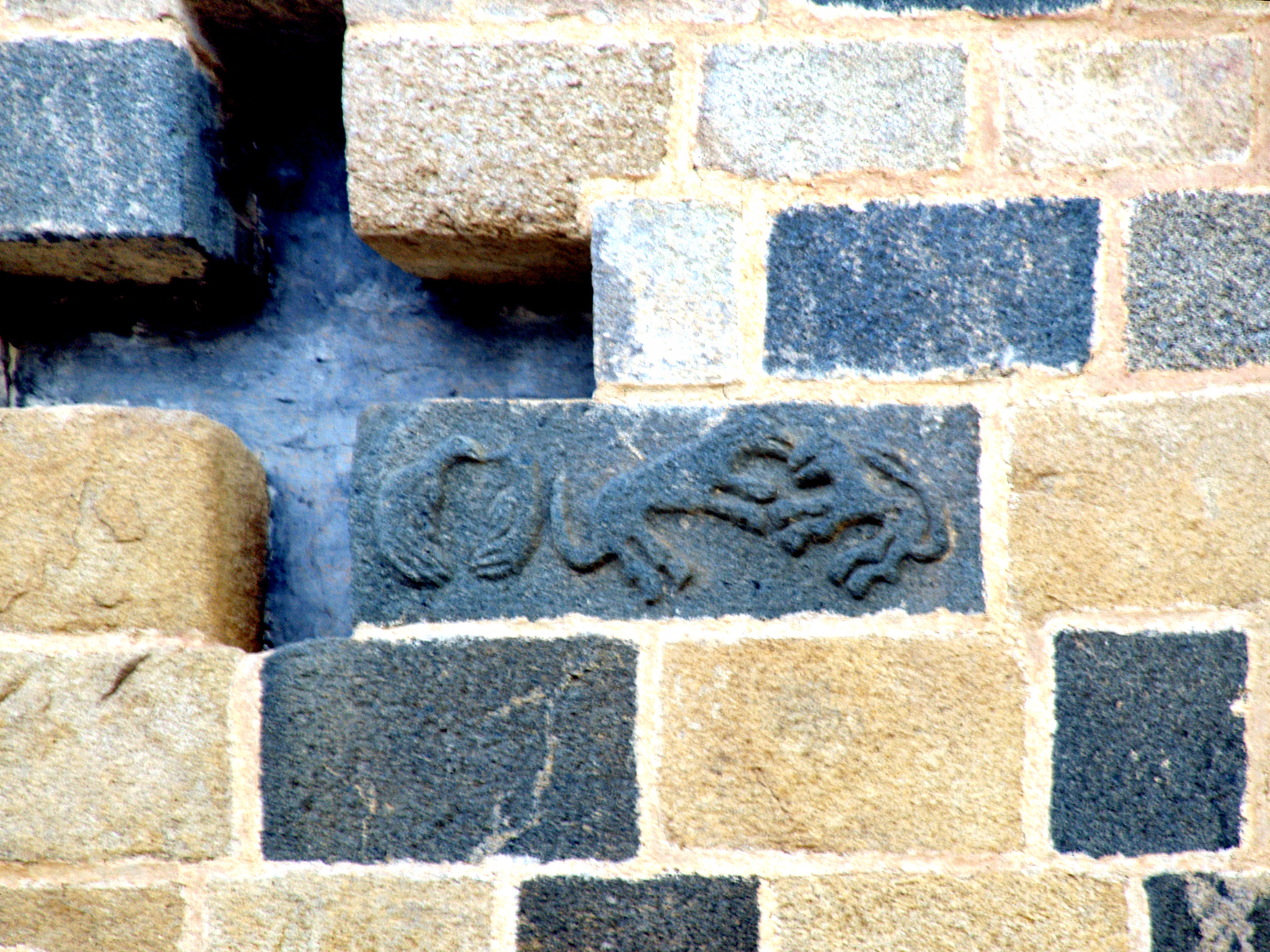
Motifs.

#### Confrérie Saint-Antoine

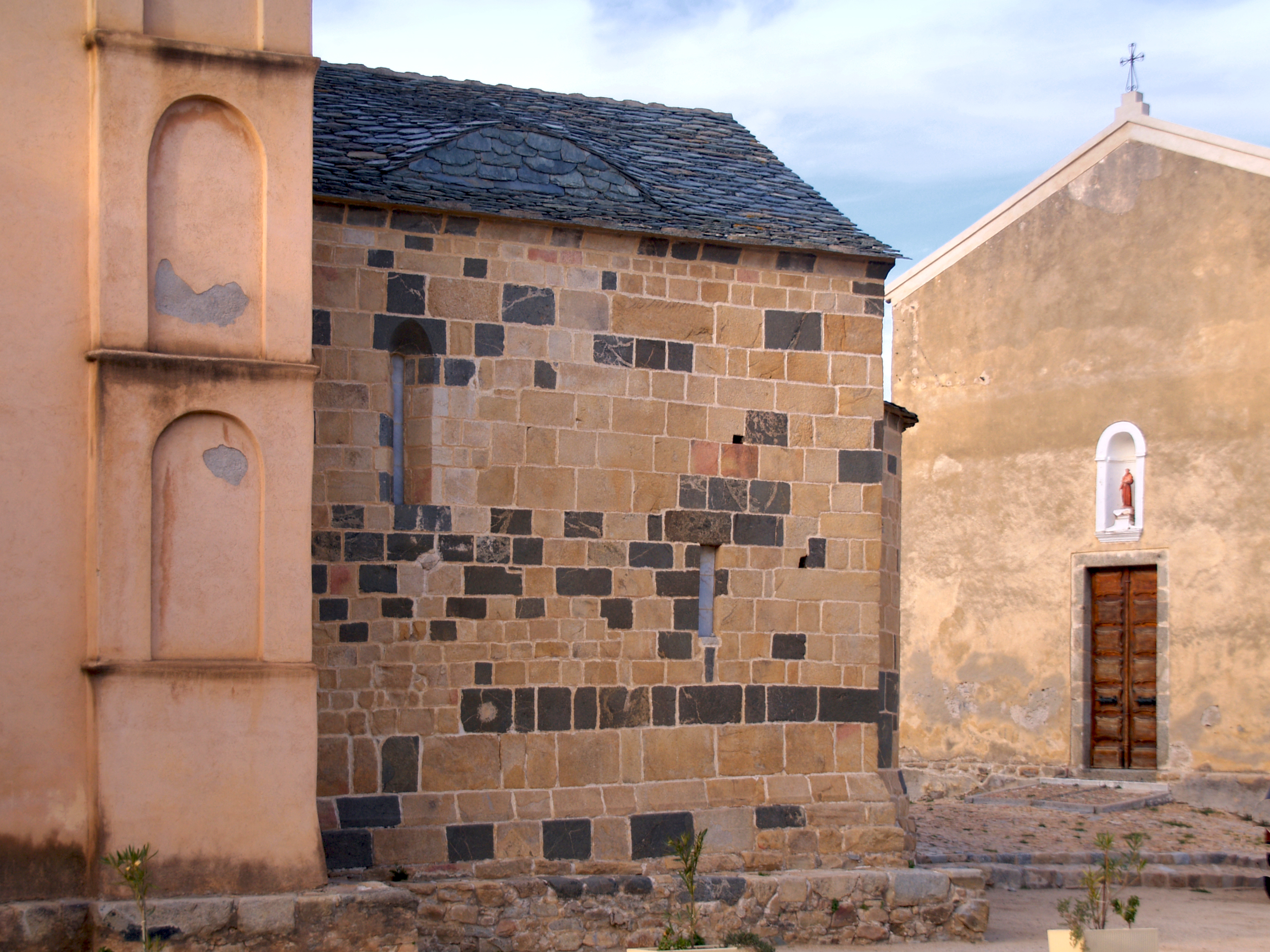
L’abside de Sainte-Réparate face à la Confrérie.

La confrérie Saint-Antoine (Confraterna Sant’Antone) date du XVIIe siècle. Dans la chapelle Saint-Antoine-de-Padoue de la Confrérie de la Sainte-Croix, se trouvent de remarquables stalles et lambris de revêtement en bois taillé. L’ensemble est classé et protégé MH depuis le 7 octobre 2005

#### Église SanRoccu
Elle est l'église paroissiale d'Occiglioni. Elle renferme des œuvres protégées depuis le 9 février 1995 et classées MH : 
Statue Vierge à l'Enfant en bois polychrome du XVIIIe siècle ;
Tableau Sainte Philomène, peinture à l'huile sur toile daté du 1er quart XIXe siècle.

#### Autres

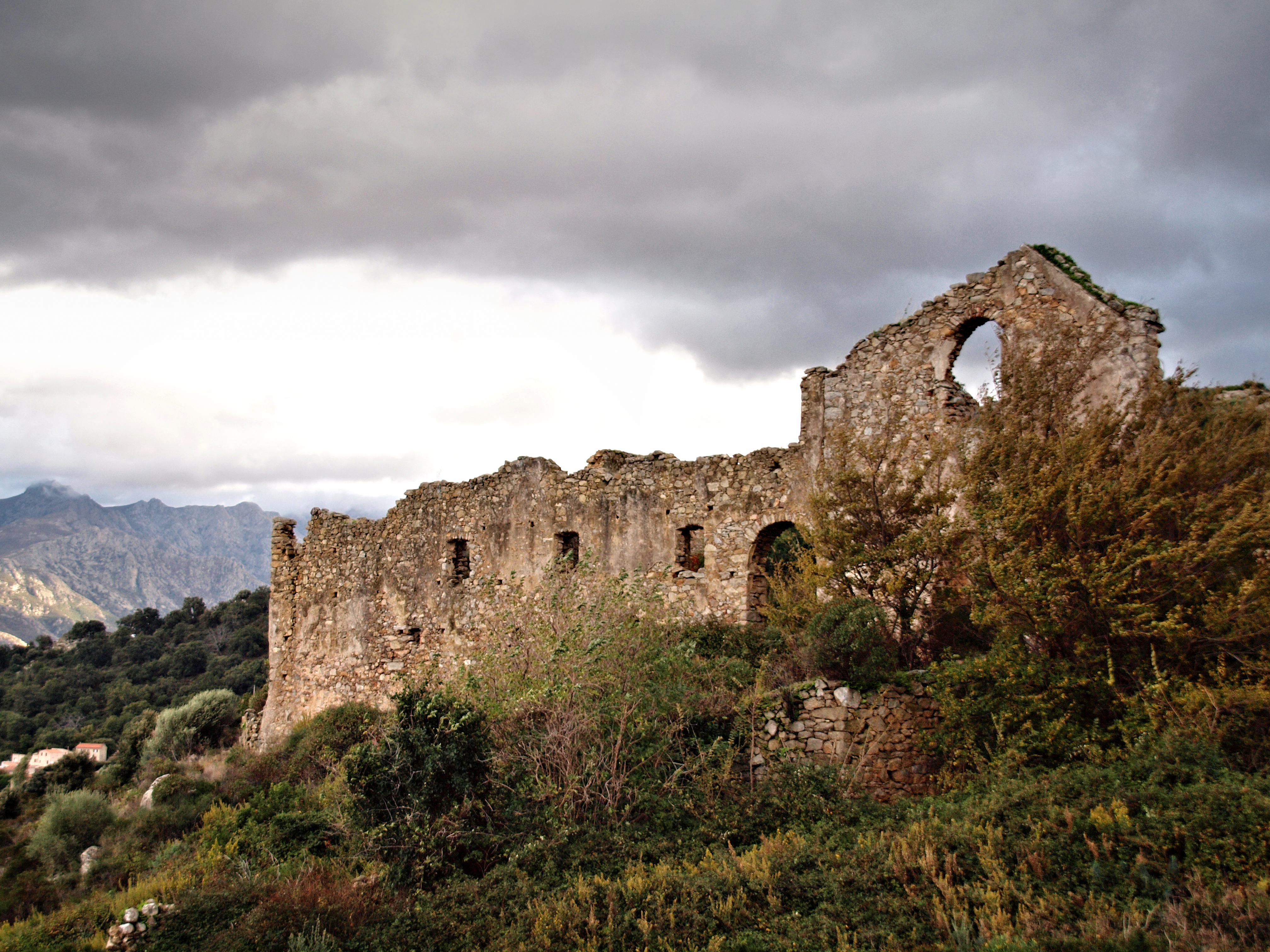
Ruines de l'ancien couvent Sant'Angelo.

- Ruines de l'ancien couvent Sant'Angelo (Sant' Anghjulu) au-dessus de Palmento. Sur l'autre versant du mont Sant'Angelo se situe le couvent de Corbara. On y accède par une piste au départ de la route D263, au lieu-dit "Pont de Vitulu".
- La chapelle Sainte-Anne (cappelle Sant' Anna), proche de la mairie.
- La chapelle Annunziata à Palmento.
- San Bernardinu, sur la route de Monticello. Cette chapelle du XVIIe siècle est dédiée au prédicateur franciscain Boniface de Toscan.

### Personnalités liées à la commune
- Le chanoine Erasme Orticoni (1678-1760), promoteur de la cause corse auprès des cours européennes, l'un des « inventeurs » du roi Théodore, éphémère monarque adopté par les notables de l'île[23].
- Le général Simon Fabiani (1698-1736), vice président du conseil de guerre et capitaine général de la Balagne, assassiné par des agents des Génois en juillet 1736, près d'Orezza, auteur d'un Testament politique aussitôt publié comme un libelle en faveur de l'indépendance de la Corse[24].
- La famille Fondacci dont plusieurs membres se sont alliés à Pascal Paoli dans sa lutte pour l'indépendance de la Corse. Deux membres de la famille Fondacci sont ainsi devenus officiers britanniques pendant les quelques mois de 1794 et de 1795 durant lesquels la Corse se plaça sous la protection de l'Angleterre. L'un d'entre eux, Pasquale, a épousé en 1768 à Morosaglia la nièce de Pascal Paoli, Maria Leonetti. Il sera le premier à porter le nom de Fondacci de Paoli. Leur petit-fils, Emmanuele Clemente, épousera en 1813, Marie Françoise Salicetti, nièce d'Anton Cristofaro Salicetti (1757-1809), avocat, franc-maçon et député à la Convention pour le Tiers-État qui  a joué un rôle décisif dans le rattachement de la Corse à la France. Lors du siège de Toulon en septembre 1793, c'est lui qui fait donner le commandement de l’artillerie à Bonaparte qu'il a soutenu ainsi que sa famille après que celle-ci eut dû quitter la Corse. Devenu Napoléon, ce dernier en fera l'un de ses fidèles en poste en Italie. Le nom de Pascal Paoli s'est surtout transmis dans des familles de Santa Reparata - ironie de l'histoire car cette commune est le berceau d'une des clans les plus anti-paolistes et pro-français de Balagne, les Fabiani, dont une représentante, Felicina de Fabiani, épousa pourtant un neveu du « père de la Patrie », Giudicce Antonio Leonetti, colonel et député à l'Assemblée législative. Ainsi les familles Leoni et plus fugitivement Emanuelli, sont devenues Leoni de Paoli et de Paoli-Leoni, ou bien Emanuelli de Paoli. Seuls les Fondacci ont subsisté jusqu'à nos jours avec le prédicat « de Paoli ».